# Iwanowka (Baschkortostan, Bischbuljakski)
Iwanowka (russisch Ивановка; baschkirisch Ивановка) ist eine Derewnja (Dorf) in der russischen Republik Baschkortostan. Der Ort gehört zur Landgemeinde Bischbuljakski selsowet im Bischbuljakski rajon.

## Geographie
Iwanowka befindet sich acht Kilometer nordwestlich vom Rajonzentrum Bischbuljak, das gleichzeitig der Gemeindesitz ist. Die nächste Bahnstation ist Prijutowo an der Strecke von Samara nach Ufa 24 Kilometer nordwestlich.

## Geschichte
Der Ort hatte zunächst den Status einer Siedlung. Ende der 1960er Jahre war er überwiegend von Mordwinen bewohnt. Später wurde er zu einer Derewnja erhoben.

### Bevölkerungsentwicklung
| Jahr | Einwohner |
| ---- | --------- |
| 1968 | 165       |
| 2002 | 70        |
| 2010 | 60        |

Anmerkung: Volkszählungsdaten, 1968: Fortschreibung